# 彭德爾頓縣 (西維吉尼亞州)
彭德爾頓縣（英語：Pendleton County）是位於美国西維吉尼亞州東部的一個縣，東鄰弗吉尼亚州，面積1,808平方公里。根據2020年美國人口普查，共有人口6,143人。縣治富蘭克林（Franklin）。該縣成立於1781年12月4日，縣名紀念曾任美國獨立戰爭時期政治家、律師、法官艾德蒙·彭德爾頓（Edmund Pendleton）。
西維吉尼亞州的最高點斯普魯斯峰（海拔1,482公尺）位於本縣。